# Sabine Lautenschläger
Sabine Lautenschläger (née le 3 juin 1964) est une juriste allemande, membre du Comité exécutif de la Banque centrale européenne de 2014 à 2019,. Elle a précédemment été vice-présidente de la Banque fédérale d'Allemagne de 2011 à 2013.
En 2022, Lautenschläger rejoint le bureau de Francfort du cabinet d'avocats Covington en tant que conseillère principale (Senior Advisor).

## Formation et début de carrière
Lautenschläger obtient un Staatsexamen de l'Université rhénane Frédéric-Guillaume de Bonn en 1990. Elle commence sa carrière dans le contrôle bancaire en 1995 à l'Office fédéral du contrôle bancaire, le prédécesseur de l'actuelle Autorité fédérale de supervision financière (BaFin) et est membre du Comité de Bâle sur le contrôle bancaire entre 2008 et début 2014.

## Vice-présidente de la Bundesbank (2011-2013)
Lautenschläger est nommée vice-présidente de la Banque fédérale d'Allemagne en 2011, première femme à occuper ce poste. À ce titre, elle est chargée de la supervision bancaire et financière. Elle est également membre du Comité de stabilité financière du Système européen de banques centrales entre 2012 et début 2014.
Pendant son mandat à la Bundesbank, Lautenschläger fait pression pour que les tests de résistance de la BCE sur les actifs bancaires soient rigoureux et crédibles, tout en appelant à ce que le futur mécanisme de résolution des banques de la région euro ait une base juridique solide. Elle fait partie de ceux qui mettent en garde contre les conflits d'intérêts potentiels lorsque la BCE est responsable à la fois de la politique monétaire et de la surveillance bancaire, et s'oppose au traitement des obligations d'État comme des actifs sans risque dans la comptabilité des banques. Elle met également en garde contre le risque de maintenir des taux d'intérêt trop bas pendant trop longtemps.
Dans la ligne du conseil d'administration de la Bundesbank, Lautenschläger s'oppose constamment au plan d'achat d'obligations de la BCE, connu sous le nom d'Outright Monetary Transactions (OMT).

## Membre du Directoire de la BCE (2014-2019)
Lautenschläger est nommée comme membre du Comité exécutif de la Banque centrale européenne en décembre 2013, succédant à Jörg Asmussen.
À l'époque, Claudia-Maria Buch et Elke König sont également citées par les médias allemands comme prétendantes au poste. Les gouvernements de la zone euro sont alors sous la pression des eurodéputés pour nommer une femme au conseil d'administration, qui est entièrement masculin après le départ de l'Autrichienne Gertrude Tumpel-Gugerell au milieu de 2011. Contrairement à son prédécesseur Jörg Asmussen, Lautenschläger n'a aucune affiliation formelle à un parti. La nomination de Lautenschläger est bien accueillie par les décideurs politiques de tout l'éventail politique. Sa candidature est approuvée par la commission des affaires économiques et monétaires du Parlement européen le 13 janvier et par l'assemblée plénière le 16 janvier. Dès le début, les commentateurs notent que l'expérience réglementaire de Lautenschläger peut également faire d'elle une option pour la vice-présidente du conseil de surveillance de la BCE, qui doit être remplie par un membre du directoire,,.
Depuis sa nomination en tant que vice-présidente du conseil de surveillance en février 2014, Lautenschläger est, aux côtés de la présidente Danièle Nouy, également responsable du mécanisme de surveillance unique (MSU). Elle représente le MSU au Comité de Bâle sur le contrôle bancaire.
Début septembre 2014, Danièle Nouy et Lautenschläger sont mentionnées dans les médias avant l'annonce des résultats de tests de résistance approfondis qui ont sondé les bilans des plus grands prêteurs de la zone euro.
En novembre 2014, Lautenschläger signale qu'elle compte s'opposer à ce que la BCE achète des obligations d'État des pays de la zone euro à moins qu'il n'y ait une menace claire de baisse persistante des prix à la consommation, contredisant ainsi le message antérieur transmis par le président de la BCE Mario Draghi et son principal adjoint Vítor Constâncio de faire monter l'inflation. Aux côtés du président de la Bundesbank Jens Weidmann, elle dirige ensuite l'opposition au Conseil des gouverneurs contre la décision du 22 janvier 2015 de lancer des achats d'obligations à grande échelle, au milieu des craintes que cela supprime la pression pour les pays de la zone euro de réformer leurs économies et booster la compétitivité. En avril 2015, elle remet en question publiquement l'efficacité du programme d'achat d'obligations et avertit que des taux d'intérêt bas pourraient conduire à des bulles sur les prix des actifs.
En novembre 2015, Lautenschläger rompt de nouveau avec l'étiquette pour critiquer publiquement le programme d'assouplissement quantitatif de la banque, affirmant que la politique monétaire de plus en plus souple a ses limites et que l'impression de billets n'a pas encore stabilisé l'inflation des prix, son objectif officiel.
En septembre 2019, Lautenschläger quitte le directoire de la BCE. La BCE n'a pas expliqué pourquoi Lautenschläger avait démissionné, bien que les spéculations incluent son opposition à une politique monétaire accommodante, la fin de son rôle au sein du conseil de surveillance et les changements imminents au sommet de la BCE. Elle est ainsi le troisième membre allemand consécutif du conseil d'administration à démissionner avant la fin de son mandat.